# Li Lan
Li Lan (forenklet kinesisk: 李兰; traditionel kinesisk: 李蘭; pinyin: Lǐ Lán, født 12. juli 1961) er en tidligere kvindelig kinesisk håndboldspiller der deltog under Sommer-OL 1984.
I 1984 var hun med på de kinesiske håndboldhold som vandt en bronzemedalje. Hun spillede i alle fem kampe og scorede ni mål.